# Qolobaa Calankeed
Qolobaa Calankeed is sinds 2012 het volkslied van Somalië, ter vervanging van Somaliyaay toosoo dat van 2000 tot 2012 het volkslied was. De tekst werd geschreven in 1959 door Abdullahi Qarshe. 

## Somalische tekst
Qolobaa calankeedu, waa ceynoo,
Innaga keenu waa, Cirkoo kale e,
Oon caadna lahayn, Ee caashaqaye.
Xidigyahay cadi, Waad noo ciidamisee,
Carradaa kaligaa adow curadee
cadceeda sideedaa u caan
noqo ee sidii culagii
ciidad marisee
Alloow haku celin Alloow haku celin.
Onafhankelijke staten: Algerije · Angola · Benin · Botswana · Burkina Faso · Burundi · Centraal-Afrikaanse Republiek · Comoren · Congo-Brazzaville · Congo-Kinshasa · Djibouti · Egypte · Equatoriaal-Guinea · Eritrea · Ethiopië · Gabon · Gambia · Ghana · Guinee · Guinee-Bissau · Ivoorkust · Kaapverdië · Kameroen · Kenia · Lesotho · Liberia · Libië · Madagaskar · Malawi · Mali · Marokko · Mauritanië · Mauritius · Marokko · Mozambique · Namibië · Niger · Nigeria · Oeganda · Rwanda · Sao Tomé en Principe · Senegal · Seychellen · Sierra Leone · Somalië · Soedan · Swaziland · Tanzania · Tsjaad · Togo · Tunesië · Zambia · Zimbabwe · Zuid-Afrika · Zuid-Soedan
Niet algemeen erkende landen: Somaliland · Westelijke Sahara
Afhankelijke gebieden: Mayotte · Réunion (onofficieel) · Saint Helena, Ascension and Tristan da Cunha (onofficieel)